# Conseil départemental des Landes
Le conseil départemental des Landes est l'assemblée délibérante du département français des Landes. L'Hôtel du département se situe au 23 rue Victor-Hugo à Mont-de-Marsan, préfecture du département.

## Présentation

### Présidence
Le Conseil départemental des Landes est présidé par Henri Emmanuelli (PS) du 7 février 2000 jusqu'à sa mort le 21 mars 2017. Il avait déjà présidé ce conseil général entre 1982 et 1997.
Xavier Fortinon en est le président depuis le 7 avril 2017.

### Les neuf vice-présidents actuels
- premier vice-président : Dominique Coutière (Canton de Haute Lande Armagnac) ;
- deuxième vice-présidente : Rachel Durquéty (Canton d'Orthe et Arrigans) ;
- troisième vice-président : Paul Carrère (Canton du Pays morcenais tarusate) ;
- quatrième vice-présidente : Muriel Lagorce (Canton de Côte d'Argent) ;
- cinquième vice-président : Jean-Luc Delpuech (Canton du Pays tyrossais) ;
- sixième vice-présidente : Éva Belin (Canton du Seignanx) ;
- septième vice-président : Oliver Martinez (Canton de Chalosse Tursan) ;
- huitième vice-présidente : Dominique Degos (Canton du Pays morcenais tarusate) ;
- neuvième vice-président : Henri Bedat (Canton de Dax-1).

### Représentation actuelle
Le Conseil départemental des Landes comprend 30 conseillers départementaux issus des 15 cantons des Landes.
| Président du Conseil départemental |       |       |      |                         |
| Xavier Fortinon (PS)               |       |       |      |                         |
| Parti                              | Sigle | Sigle | Élus | Groupes                 |
| Majorité (26 sièges)               |       |       |      |                         |
| Parti socialiste                   |       | PS    | 19   | Majorité départementale |
| Parti communiste français          |       | PCF   | 4    | Majorité départementale |
| Divers gauche                      |       | DVG   | 2    | Majorité départementale |
| Génération.s                       |       | G.s   | 1    | Majorité départementale |
| Opposition (4 sièges)              |       |       |      |                         |
| Divers droite                      |       | DVD   | 3    | Couleurs Landes         |
| Mouvement démocrate                |       | MoDem | 1    | Couleurs Landes         |

## Galerie

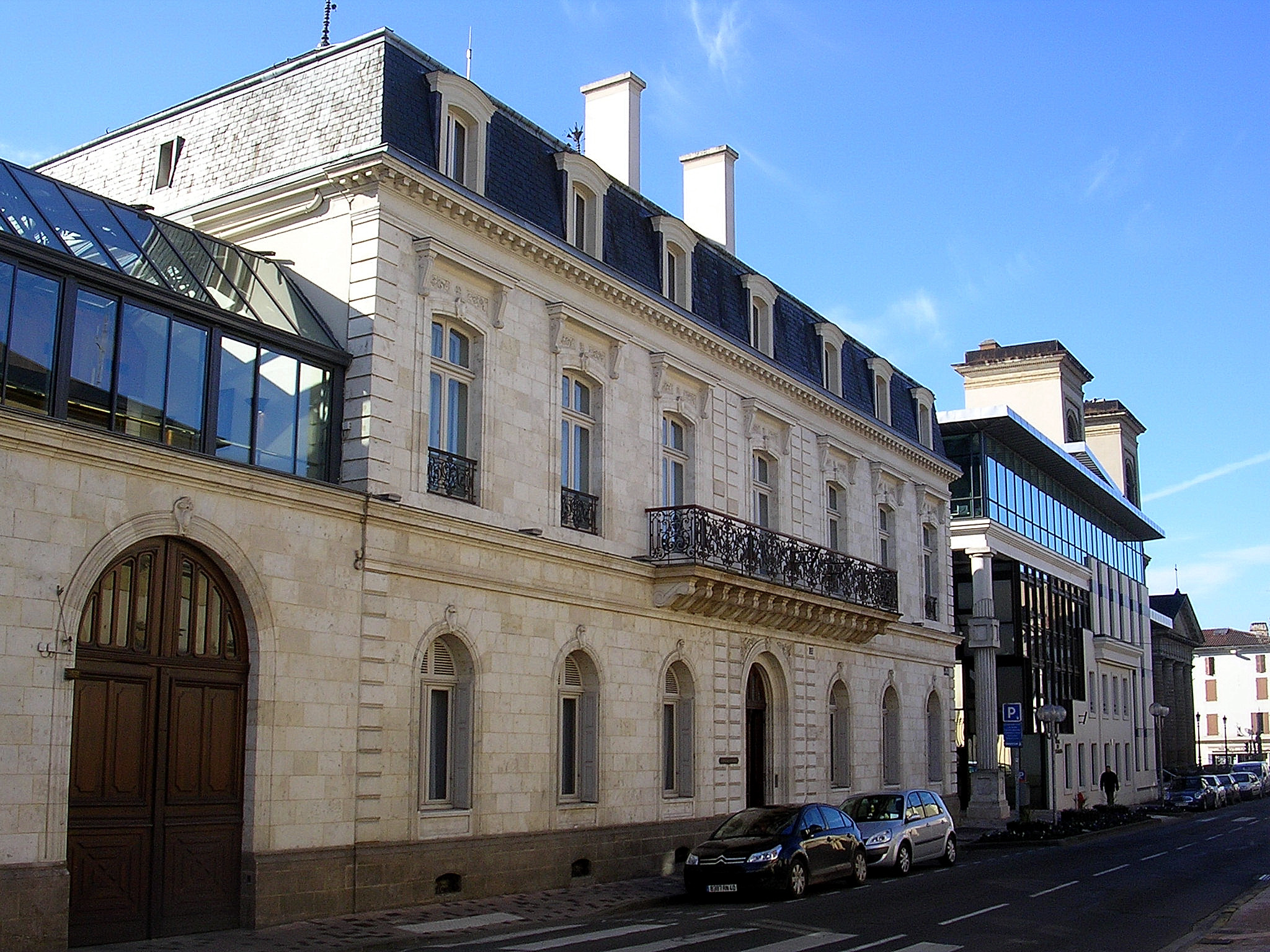
Hôtel Planté, siège du Conseil départemental des Landes, rue Victor Hugo.
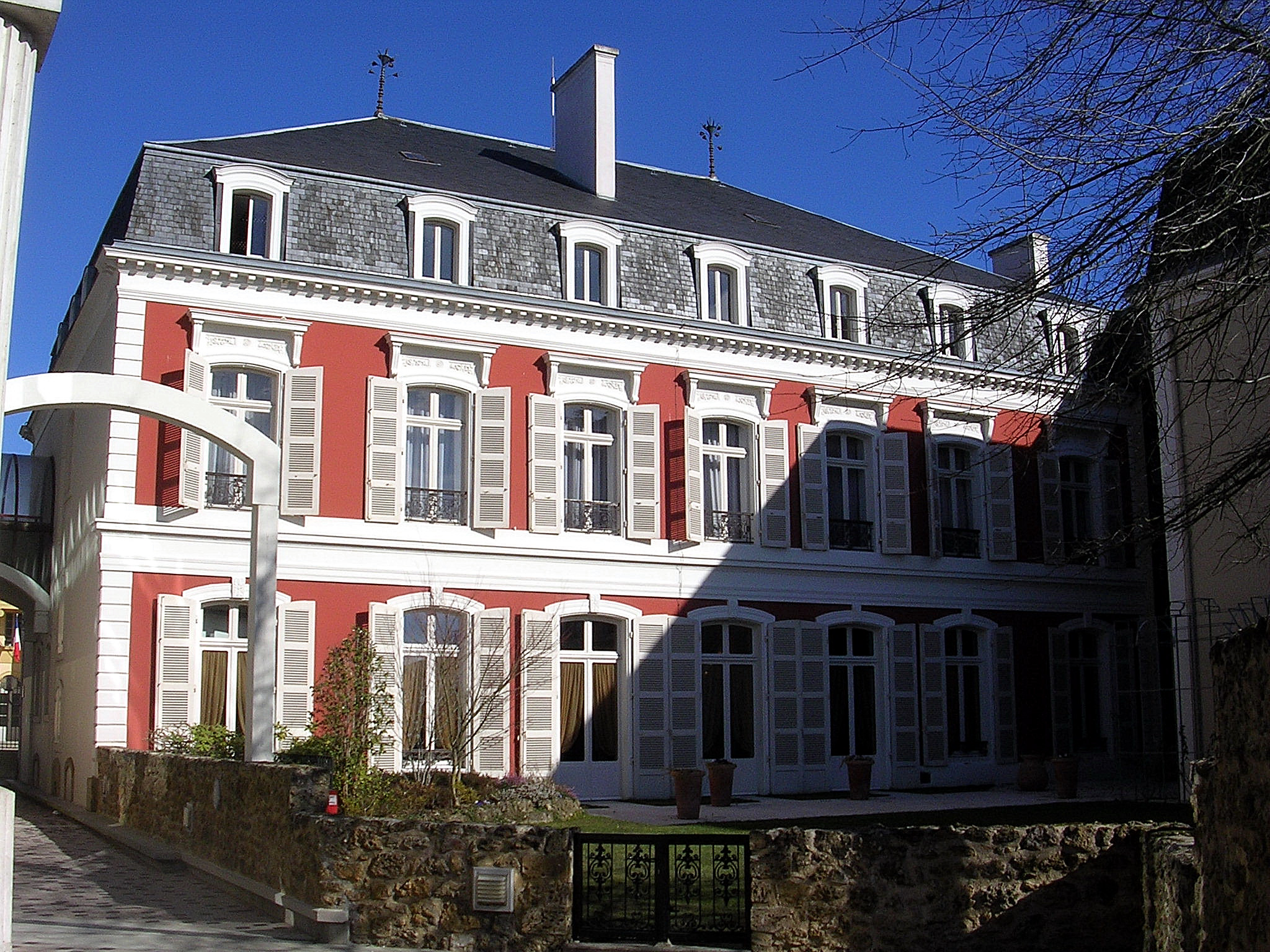
Hôtel Planté, côté cour.
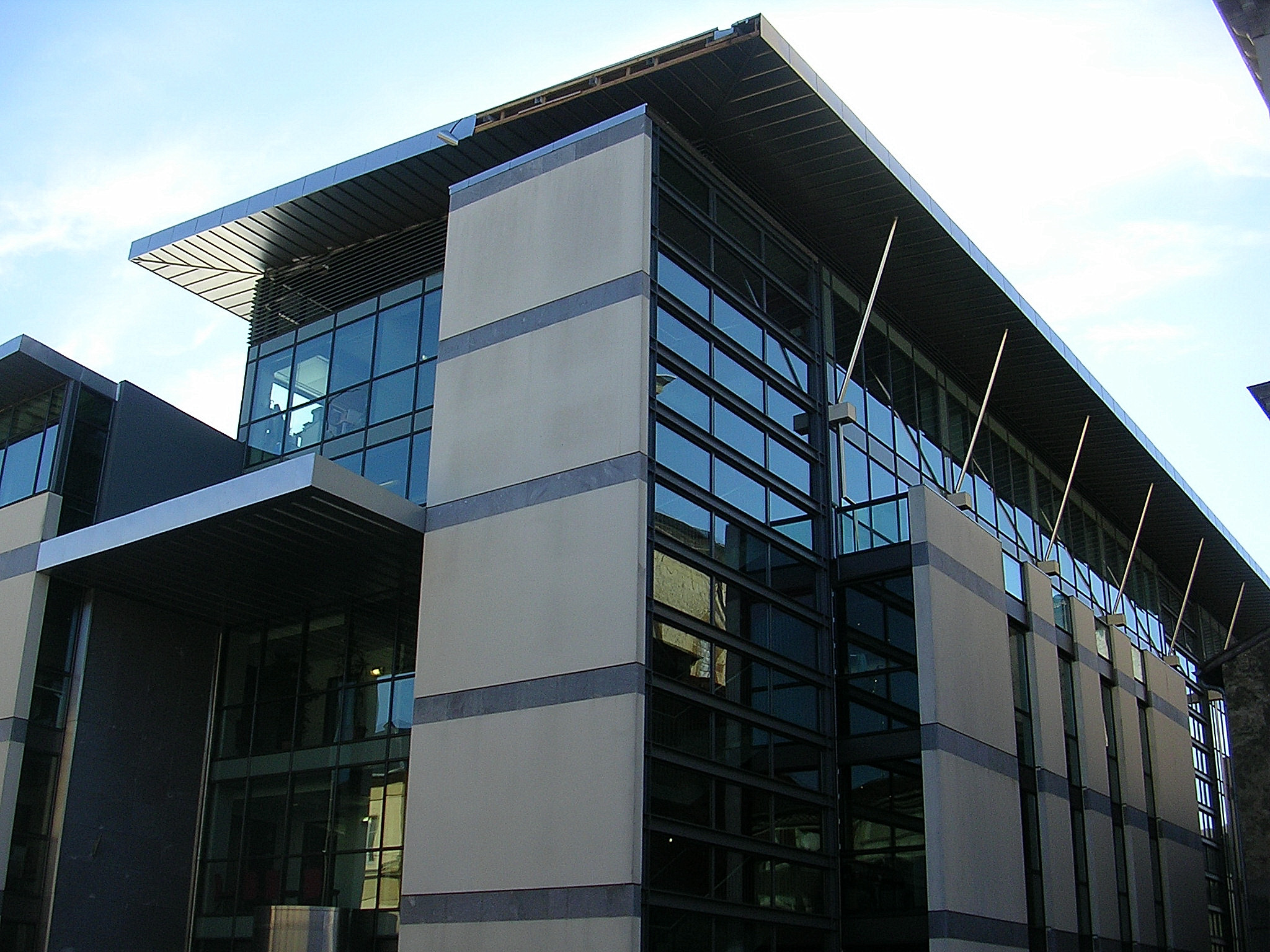
Hôtel de département, bâtiments modernes.

### Historique
Le 15 février 1790, un décret de l'Assemblée Constituante fait de Mont-de-Marsan le chef-lieu du département des Landes. En cette qualité, la ville est chargée de l'administration départementale. L'organisme créé pour accomplir cette mission se nomme à l'origine le Conseil de département. Le premier conseil se compose de 36 représentants, élus pour quatre ans au suffrage censitaire. Huit d'entre eux sont délégués pour former un directoire, pouvoir exécutif permanent, dirigé par un président, tandis que l'État est représenté par un « procureur général syndic ». Le conseil ne siège à l'époque qu'une fois par an, durant un mois environ. Chargé d'administrer le département selon un système décentralisé, il a essentiellement un rôle fiscal et financier, répartissant l'assiette et percevant les impôts directs.
Dans les Landes, le Conseil de département se réunit pour la première fois le 5 octobre 1790 à Mont-de-Marsan, sous la présidence de Jean Lacoste, au collège du couvent des Barnabites. Les Conseils de département sont finalement supprimés par la Constitution de l'an III en 1795. La loi du 28 pluviose an VIII (17 février 1800) les rétablit sous le nom de Conseils généraux, en même temps qu'elle crée les préfets.
Chargés de seconder ces derniers, les conseillers généraux ne sont plus à cette époque élus, mais nommés par le gouvernement pour une période de trois ans. Limités à un rôle consultatif, ils ne peuvent se réunir que sur convocation du préfet, premier magistrat du département et détenteur du pouvoir exécutif.
Au cours du XIXe siècle, le rôle du conseil général se renforce. En 1833, la loi Guizot confie ainsi aux Conseils généraux la charge de l'instruction publique et en 1848, le suffrage universel (masculin) remplace le suffrage censitaire pour l'élection des conseillers généraux. La loi du 10 août 1871 donne une certaine autonomie aux conseillers généraux, en reconnaissant les départements sur le plan juridique, comme les collectivités territoriales. Les conseillers sont élus pour six ans renouvelables par moitié tous les trois ans. Ils élisent leur président, qui ainsi n'est plus nommé par l'État. Deux sessions ordinaires se déroulent aux mois d'avril et août de chaque année et deux sessions extraordinaires sont possibles. Parmi leurs attributions figure la possibilité de prendre des décisions en matière de voirie, de chemin de fer d'intérêt local, de foires et marchés, de gestion des propriétés départementales. Le préfet reste néanmoins l'organe exécutif du département.
Les conseillers généraux du canton de Mont-de-Marsan sont, entre 1833 et 1940 :
Julien Laurence : 1833-1857
Fortis Adolphe Marrast : 1858-1867
Victor Duruy : 1867-1870
Antoine Lacaze : 1871-1873
Adrien Lacroix : 1874-1891
Childebert Pazat : 1892-1896
Ferdinand de Candau : 1897
Ernest Daraignez : 1898-1933
Maxime Faget : 1934-1940
Le conseil général des Landes s'installe le 6 décembre 1975 dans l'hôtel Planté. Cet hôtel particulier, situé au 23 rue Victor-Hugo face à la préfecture des Landes, est construit en 1864 par le négociant Adolphe Marrast, conseiller général d'alors et maire de Mont-de-Marsan de 1852 à 1858 puis de 1865 à 1867. Son neveu, le pianiste Francis Planté, en hérite en 1881 et s'y installe, avant de finir sa vie à Saint-Avit. L'hôtel Planté est cédé au département des Landes en 1939.

## Liste des présidents
Depuis 1800, les titulaires sont les suivants :
- André Cazalis, 1800-1801.
- Louis Durran, 1802.
- François Batbedat, 1803.
- Louis Durran, 1804-1808.
- Charles de Chauton, 1809.
- Jean-Marie de Poyferré de Cère, 1810.
- Alexis de Basquiat, 1811-1812.
- Fabian Ducournau 1813-1814.
- Charles de Chauton, 1815.
- Laurent Marc Antoine du Lyon de Campet, 1816-1827.
- Pierre Bernard de Rivière, 1828-1829.
- Jean-Maximien Lamarque, 1831.
- Jean-Marie de Poyferré de Cère, 1831-1833.
- Justin Laurence, 1834-1847.
- Jean-Marie de Poyferré de Cère, 1848.
- Victor Lefranc, 1850-1851.
- Paul Brettes, 1852.
- Charles Corta, 1853-1860.
- Alexandre Walewski, 1861-1868.
- Victor Duruy, 1869.
- Antoine Siméon Castandet, 1870.
- Victor Lefranc, 1871-1877.
- Gustave de La Croix de Ravignan, 1877-1880.
- Gustave Loustalot, 1880-1885.
- Guillaume Marcellin Tartas, 1886-1889.
- Alfred de Ces-Caupenne, 1889-1891.
- Victor Lourties, 1891-1922.
- Raphaël Milliès-Lacroix, 1922-1924.
- Léo Bouyssou, 1924-1936.
- Pierre Deyris, 1936-1940.
- 1940-1945 : conseil général suspendu.

| Période                            | Période                      | Identité                     | Étiquette                    | Étiquette                    |
| Président du conseil général       | Président du conseil général | Président du conseil général | Président du conseil général | Président du conseil général |
| ---------------------------------- | ---------------------------- | ---------------------------- | ---------------------------- | ---------------------------- |
| octobre 1945                       | avril 1949                   | Charles Lamarque-Cando       |                              | SFIO                         |
| avril 1949                         | 1969                         | Olivier Caliot               |                              | PRRRS                        |
| mars 1970                          | octobre 1973                 | Charles Lamarque-Cando       |                              | PS                           |
| octobre 1973                       | mars 1976                    | René Coudanne                |                              | Rad. puis MRG                |
| mars 1976                          | octobre 1980 (décès)         | Henri Lavielle               |                              | PS                           |
| novembre 1980                      | août 1982 (décès)            | Henri Scognamiglio           |                              | PS                           |
| octobre 1982                       | décembre 1997                | Henri Emmanuelli             |                              | PS                           |
| décembre 1997                      | février 2000                 | Robert Cabé                  |                              | PS                           |
| février 2000                       | avril 2015                   | Henri Emmanuelli             |                              | PS                           |
| Président du conseil départemental |                              |                              |                              |                              |
| avril 2015                         | mars 2017 (décès)            | Henri Emmanuelli             |                              | PS                           |
| avril 2017                         | En cours                     | Xavier Fortinon              |                              | PS                           |

## Identité visuelle (logo)

Logo des Landes (conseil général) de [Quand ?] à janvier 2008.
Logo des Landes (Conseil général) de 2008 à mars 2015.
Logo des Landes (conseil départemental) depuis avril 2015.

Logo de la Régie des Transports Landais.
Logo du Comité Départemental du Tourisme des Landes.
Logo du Service Départemental d'Incendie et de Secours des Landes.
Logo des Jardins de Nonères.